# Pelican River (Vermilion River)
Der Pelican River ist ein Fluss im St. Louis County im US-Bundesstaat Minnesota. 
Er durchfließt den Pelican Lake, vereinigt sich kurz darauf mit seinem wichtigsten Nebenfluss, dem Elbow River, fließt anschließend in nordöstlicher Richtung und mündet bei Buyck in den Vermilion River.